# Eleições parlamentares europeias de 1994 (Reino Unido)
As eleições parlamentares europeias de 1994 no Reino Unido foram realizadas a 9 de junho para eleger os 87 assentos do país para o Parlamento Europeu.

## Resultados Nacionais
| Partido                 | Partido                                | Votos      | %               | +/-   | Deputados | +/-     |
| ----------------------- | -------------------------------------- | ---------- | --------------- | ----- | --------- | ------- |
|                         | Partido Trabalhista                    | 6 573 881  | 42,60 / 100,00  | 3,89  | 62 / 87   | 17      |
|                         | Partido Conservador                    | 4 274 122  | 26,96 / 100,00  | 6,74  | 18 / 87   | 14      |
|                         | Liberal Democratas                     | 2 557 887  | 16,14 / 100,00  | 10,20 | 2 / 87    | 2       |
|                         | Partido Verde                          | 494 561    | 3,12 / 100,00   | 11,30 | 0 / 87    | Estável |
|                         | Partido Nacional Escocês               | 487 237    | 3,07 / 100,00   | 0,51  | 2 / 87    | 1       |
|                         | Partido Democrático Unionista          | 163 246    | 1,03 / 100,00   | 0,02  | 1 / 87    | Estável |
|                         | Plaid Cymru                            | 162 478    | 1,02 / 100,00   | 0,30  | 0 / 87    | Estável |
|                         | Partido Social Democrata e Trabalhista | 161 992    | 1,02 / 100,00   | 0,16  | 1 / 87    | Estável |
|                         | Partido Unionista do Ulster            | 133 459    | 0,84 / 100,00   | 0,09  | 1 / 87    | Estável |
|                         | Outros                                 | 663 726    | 4,17 / 100,00   |       | 0 / 87    |         |
| Total                   | Total                                  | 15 825 589 | 100,00 / 100,00 |       | 87 / 87   | 6       |
| Eleitorado/Participação | Eleitorado/Participação                | 43 443 944 | 36,49 / 100,00  | 0,12  |           |         |
| Fonte                   | Fonte                                  | [ 1 ]      | [ 1 ]           | [ 1 ] | [ 1 ]     | [ 1 ]   |